# Cristino Carrera
Cristino Nicolás Carrera Espinoza (San Ignacio, 17 de octubre de 1989) es un futbolista Paraguayo juega de defensa en Provincial Osorno de la Segunda División de Chile.

## Clubes
| Club                | País     | Año         |
| ------------------- | -------- | ----------- |
| 31 de julio         | Paraguay | 2009 - 2010 |
| Palestino           | Chile    | 2011        |
| Provincial Osorno   | Chile    | 2012        |
| Naval de Talcahuano | Chile    | 2012        |

- Datos: Q5791555